# Mittlerer Binomialkoeffizient
In der Mathematik ist der {\displaystyle n}-te mittlere Binomialkoeffizient (auch {\displaystyle n}-ter Zentralbinomialkoeffizient) für eine nichtnegative ganze Zahl {\displaystyle n} gegeben durch
{\displaystyle {2n \choose n}={\frac {(2n)!}{(n!)^{2}}}}.
Der Name „mittlerer Binomialkoeffizient“ kommt daher, dass diese Binomialkoeffizienten im pascalschen Dreieck genau in der Zeilenmitte liegen:
|  |  |                   |                   |                   |                   |                    |                    |                    |                    | {\displaystyle \mathbf {1} }  |                    |                    |                    |                    |                   |                   |                   |                   |  |  |
|  |  |                   |                   |                   |                   |                    |                    |                    | {\displaystyle 1}  |                               | {\displaystyle 1}  |                    |                    |                    |                   |                   |                   |                   |  |  |
|  |  |                   |                   |                   |                   |                    |                    | {\displaystyle 1}  |                    | {\displaystyle \mathbf {2} }  |                    | {\displaystyle 1}  |                    |                    |                   |                   |                   |                   |  |  |
|  |  |                   |                   |                   |                   |                    | {\displaystyle 1}  |                    | {\displaystyle 3}  |                               | {\displaystyle 3}  |                    | {\displaystyle 1}  |                    |                   |                   |                   |                   |  |  |
|  |  |                   |                   |                   |                   | {\displaystyle 1}  |                    | {\displaystyle 4}  |                    | {\displaystyle \mathbf {6} }  |                    | {\displaystyle 4}  |                    | {\displaystyle 1}  |                   |                   |                   |                   |  |  |
|  |  |                   |                   |                   | {\displaystyle 1} |                    | {\displaystyle 5}  |                    | {\displaystyle 10} |                               | {\displaystyle 10} |                    | {\displaystyle 5}  |                    | {\displaystyle 1} |                   |                   |                   |  |  |
|  |  |                   |                   | {\displaystyle 1} |                   | {\displaystyle 6}  |                    | {\displaystyle 15} |                    | {\displaystyle \mathbf {20} } |                    | {\displaystyle 15} |                    | {\displaystyle 6}  |                   | {\displaystyle 1} |                   |                   |  |  |
|  |  |                   | {\displaystyle 1} |                   | {\displaystyle 7} |                    | {\displaystyle 21} |                    | {\displaystyle 35} |                               | {\displaystyle 35} |                    | {\displaystyle 21} |                    | {\displaystyle 7} |                   | {\displaystyle 1} |                   |  |  |
|  |  | {\displaystyle 1} |                   | {\displaystyle 8} |                   | {\displaystyle 28} |                    | {\displaystyle 56} |                    | {\displaystyle \mathbf {70} } |                    | {\displaystyle 56} |                    | {\displaystyle 28} |                   | {\displaystyle 8} |                   | {\displaystyle 1} |  |  |

Die ersten mittleren Binomialkoeffizienten sind also (Folge A000984 in OEIS):
1, 2, 6, 20, 70, 252, 924, 3432, 12870, 48620, …

## Definition
Für eine nichtnegative ganze Zahl {\displaystyle n} ist der {\displaystyle n}-te mittlere Binomialkoeffizient gegeben durch:
{\displaystyle \operatorname {CBC} (n)={2n \choose n}={\frac {(2n)!}{(n!)^{2}}}}
Dabei ergibt sich der zweite Ausdruck aus der Definition des Binomialkoeffizienten
{\displaystyle {a \choose b}={\frac {a!}{b!\,(a-b)!}}.}
Das Kürzel CBC steht für den englischen Begriff Central Binomial Coefficient und wurde unter anderem durch die Mathematiker David Kessler und Jeremy Schiff eingeführt.
Mit der Gaußschen Pifunktion (also der Gammafunktion der Nachfolgerfunktion) lässt sich die Definition des mittleren Binomialkoeffizienten auf beliebige komplexe Zahlen ausdehnen:
{\displaystyle \operatorname {CBC} (n)={\frac {\Pi (2n)}{(\Pi (n))^{2}}}={\frac {\Gamma (2n+1)}{(\Gamma (n+1))^{2}}}}
Die Fakultätsfunktion beziehungsweise Gaußsche Pifunktion ist nach Weierstraß für alle komplexen Werte {\displaystyle x\in \mathbb {C} } durch diese Formel gegeben:
{\displaystyle x!=\Pi (x)=\Gamma (x+1)=\exp(-\gamma x)\prod _{n=1}^{\infty }{\bigl [}{\bigl (}1+{\frac {x}{n}}{\bigr )}^{-1}\exp {\bigl (}{\frac {x}{n}}{\bigr )}{\bigr ]}}
Dieser Ausdruck für die Fakultätsfunktion wird Weierstraßsches Produkt genannt.
Dabei steht {\displaystyle \gamma =0{,}57721\,56649\,\ldots } für die Euler-Mascheroni-Konstante.
Somit kann der Zentralbinomialkoeffizient auch direkt als unendliches Produkt definiert werden:
{\displaystyle \operatorname {CBC} (x)=\prod _{n=1}^{\infty }{\bigl [}{\bigl (}1+{\frac {x}{n}}{\bigr )}^{2}{\bigl (}1+{\frac {2x}{n}}{\bigr )}^{-1}{\bigr ]}}
Ebenso kann für x jenseits von den ungeraden Vielfachen der Zahl Einhalb auch folgende Definition aufgestellt werden:
{\displaystyle \operatorname {CBC} (x)={\binom {2x}{x}}={\frac {4^{x}\sec(\pi \,x){\sqrt {\pi }}}{\Gamma ({\frac {1}{2}}-x)\,\Gamma (1+x)}}}
Diese Definition ergibt sich mit dem Eulerschen Ergänzungssatz.

## Darstellungen
Es gilt
{\displaystyle {2n \choose n}=2^{2n}\cdot {\frac {1\cdot 3\cdot 5\cdots (2n-1)}{2\cdot 4\cdot 6\cdots (2n)}}.}
Der Bruch ist verwandt mit dem Wallis-Produkt.
Nach der Vandermonde-Faltung (siehe unten) gilt
{\displaystyle {2n \choose n}=\sum _{k=0}^{n}{n \choose k}^{2}.}

## Funktionalgleichungen
Für den mittleren Binomialkoeffizienten gelten diese Formeln:
{\displaystyle \operatorname {CBC} (x+1)={\frac {4x+2}{x+1}}\operatorname {CBC} (x)}
Deswegen gilt:
{\displaystyle \lim _{x\rightarrow +\infty }{\frac {\operatorname {CBC} (x+1)}{\operatorname {CBC} (x)}}=4}
Basierend auf dem Eulerschen Ergänzungssatz kann folgende Formel hervorgerufen werden:
{\displaystyle \pi \,x\,(1-x)\operatorname {CBC} (x)\operatorname {CBC} (1-x)=(2-4\,x)\tan(\pi \,x)}
Der Zentralbinomialkoeffizient erfüllt außerdem folgenden weiteren Grenzwert:
{\displaystyle \lim _{x\rightarrow +\infty }{\frac {1}{4^{x}}}\operatorname {CBC} (x){\sqrt {\pi x}}=1}
Dieser Grenzwert geht direkt aus der Stirlingschen Formel hervor.
Mit Hilfe dieser Formel erhält man die für alle Werte {\displaystyle n\geq 1} gültige Abschätzungsformel:
{\displaystyle {\frac {1}{2}}{\frac {4^{n}}{\sqrt {\pi n}}}<{2n \choose n}<{\frac {4^{n}}{\sqrt {\pi n}}}}
Also gilt (zur Notation siehe Landau-Symbol):
{\displaystyle {2n \choose n}\in \Theta \left({\frac {4^{n}}{\sqrt {n}}}\right)}

## Wertelisten
Funktionswerte für ganze Abszissenwerte:
{\displaystyle \operatorname {CBC} (0)={\frac {0!}{(0!)^{2}}}={\frac {1}{1}}=1}
{\displaystyle \operatorname {CBC} (1)={\frac {2!}{(1!)^{2}}}={\frac {2}{1}}=2}
{\displaystyle \operatorname {CBC} (2)={\frac {4!}{(2!)^{2}}}={\frac {24}{4}}=6}
{\displaystyle \operatorname {CBC} (3)={\frac {6!}{(3!)^{2}}}={\frac {720}{36}}=20}
{\displaystyle \operatorname {CBC} (4)={\frac {8!}{(4!)^{2}}}={\frac {40320}{576}}=70}
{\displaystyle \operatorname {CBC} (5)={\frac {10!}{(5!)^{2}}}={\frac {3628800}{14400}}=252}
{\displaystyle \operatorname {CBC} (6)={\frac {12!}{(6!)^{2}}}={\frac {479001600}{518400}}=924}
Elementare und lemniskatische Funktionswerte für Bruch-Abszissenwerte:
{\displaystyle \operatorname {CBC} {\bigl (}{\frac {1}{2}}{\bigr )}={\frac {4}{\pi }}}
{\displaystyle \operatorname {CBC} {\bigl (}{\frac {1}{4}}{\bigr )}={\frac {2\,{\sqrt {2}}}{\varpi }}}
{\displaystyle \operatorname {CBC} {\bigl (}{\frac {3}{4}}{\bigr )}={\frac {4\,{\sqrt {2}}\,\varpi }{3\,\pi }}}
Äquianharmonische Funktionswerte für Bruch-Abszissenwerte:
{\displaystyle \operatorname {CBC} {\bigl (}{\frac {1}{3}}{\bigr )}=\prod _{m=1}^{\infty }{\frac {(3m+1)^{2}}{3m(3m+2)}}={\frac {1}{2}}{\sqrt[{3}]{4}}\,{\sqrt[{4}]{27}}\,K{\bigl [}\sin {\bigl (}{\frac {1}{12}}\pi {\bigr )}{\bigr ]}^{-1}}
{\displaystyle \operatorname {CBC} {\bigl (}{\frac {2}{3}}{\bigr )}=\prod _{m=1}^{\infty }{\frac {(3m+2)^{2}}{3m(3m+4)}}={\frac {1}{\pi }}{\sqrt[{3}]{2}}\,{\sqrt[{4}]{27}}\,K{\bigl [}\sin {\bigl (}{\frac {1}{12}}\pi {\bigr )}{\bigr ]}}
{\displaystyle \operatorname {CBC} {\bigl (}{\frac {1}{6}}{\bigr )}=\prod _{m=1}^{\infty }{\frac {(6m+1)^{2}}{12m(3m+1)}}={\sqrt[{3}]{2}}\,{\sqrt[{4}]{3}}\,K{\bigl [}\sin {\bigl (}{\frac {1}{12}}\pi {\bigr )}{\bigr ]}^{-1}}
{\displaystyle \operatorname {CBC} {\bigl (}{\frac {5}{6}}{\bigr )}=\prod _{m=1}^{\infty }{\frac {(6m+5)^{2}}{12m(3m+5)}}={\frac {8}{5\pi }}{\sqrt[{3}]{4}}\,{\sqrt[{4}]{3}}\,K{\bigl [}\sin {\bigl (}{\frac {1}{12}}\pi {\bigr )}{\bigr ]}}
Weitere mit elliptischen Integralen erster Art darstellbare CBC-Werte von rationalen Abszissenwerten:
| {\displaystyle \operatorname {CBC} {\bigl (}{\frac {1}{8}}{\bigr )}=\prod _{m=1}^{\infty }{\frac {(8m+1)^{2}}{16m(4m+1)}}={\sqrt[{4}]{8}}\,K{\bigl (}{\sqrt {2}}-1{\bigr )}^{-1}} {\displaystyle \operatorname {CBC} {\bigl (}{\frac {3}{8}}{\bigr )}=\prod _{m=1}^{\infty }{\frac {(8m+3)^{2}}{16m(4m+3)}}={\frac {2}{3}}{\sqrt[{4}]{2}}\,K{\bigl (}{\sqrt {2}}-1{\bigr )}^{-1}} |
| {\displaystyle \operatorname {CBC} {\bigl (}{\frac {1}{20}}{\bigr )}=\prod _{m=1}^{\infty }{\frac {(20m+1)^{2}}{40m(10m+1)}}={\sqrt[{10}]{2}}\,{\sqrt[{4}]{5}}\,\cos {\bigl (}{\frac {1}{10}}\pi {\bigr )}^{1/2}\sec {\bigl (}{\frac {1}{20}}\pi {\bigr )}\,K{\bigl \{}\sin {\bigl [}{\frac {1}{2}}\arcsin {\bigl (}{\sqrt {5}}-2{\bigr )}{\bigr ]}{\bigr \}}^{-1}} {\displaystyle \operatorname {CBC} {\bigl (}{\frac {3}{20}}{\bigr )}=\prod _{m=1}^{\infty }{\frac {(20m+3)^{2}}{40m(10m+3)}}={\frac {4}{3}}\,{\sqrt[{10}]{8}}\,{\sqrt {5}}\,\cos {\bigl (}{\frac {1}{10}}\pi {\bigr )}^{1/2}\sin {\bigl (}{\frac {3}{20}}\pi {\bigr )}\,K{\bigl \{}\sin {\bigl [}{\frac {1}{2}}\arcsin {\bigl (}{\sqrt {5}}-2{\bigr )}{\bigr ]}{\bigr \}}^{-1}} |
| {\displaystyle \operatorname {CBC} {\bigl (}{\frac {1}{24}}{\bigr )}=\prod _{m=1}^{\infty }{\frac {(24m+1)^{2}}{48m(12m+1)}}={\sqrt[{12}]{2}}\,{\sqrt[{4}]{3}}\,({\sqrt {2}}-1)({\sqrt {3}}+1)\,K{\bigl [}{\bigl (}2-{\sqrt {3}}{\bigr )}{\bigl (}{\sqrt {3}}-{\sqrt {2}}{\bigr )}{\bigr ]}^{-1}} {\displaystyle \operatorname {CBC} {\bigl (}{\frac {5}{24}}{\bigr )}=\prod _{m=1}^{\infty }{\frac {(24m+5)^{2}}{48m(12m+5)}}={\frac {1}{5}}\,{\sqrt[{12}]{32}}\,{\sqrt[{4}]{27}}\,({\sqrt {3}}+1)\,K{\bigl [}{\bigl (}2-{\sqrt {3}}{\bigr )}{\bigl (}{\sqrt {3}}-{\sqrt {2}}{\bigr )}{\bigr ]}^{-1}} |
Dabei steht der Buchstabe K für das vollständige elliptische Integral erster Art:
{\displaystyle K(\varepsilon )=\int _{0}^{\pi /2}{\frac {1}{\sqrt {1-\varepsilon ^{2}\sin(\varphi )^{2}}}}\,\mathrm {d} \varphi =\int _{0}^{1}{\frac {2}{\sqrt {(x^{2}+1)^{2}-4\,\varepsilon ^{2}x^{2}}}}\,\mathrm {d} x}
Siehe hierzu auch den Artikel Wallissches Produkt!

## Zahlentheoretische Eigenschaften
Nach dem Satz von Wolstenholme gilt für Primzahlen {\displaystyle p\geq 5}
{\displaystyle {2p \choose p}\equiv 2\mod p^{3}}
(für die Symbolik siehe Kongruenz (Zahlentheorie)).
Außerdem kommen keine ungeraden Zahlen außer {\displaystyle 1} vor.
Weiterhin gilt, dass die Zahlen für {\displaystyle n>4} nie quadratfrei sind, siehe Satz von Sárkőzy.

## Integraldarstellungen
Eine Integraldarstellung lautet wie folgt:
{\displaystyle \operatorname {CBC} (n)={\binom {2n}{n}}={\frac {2^{2n+1}}{\pi }}\int \limits _{0}^{\infty }{\frac {\mathrm {d} x}{(x^{2}+1)^{n+1}}}}
Auch für die Kehrwerte der Zentralbinomialkoeffizienten gibt es eine kurze gültige Formel:
{\displaystyle {\frac {1}{\operatorname {CBC} (n)}}=\int _{0}^{1}{\frac {n\,x^{n-1}}{(x+1)^{2n}}}\,\mathrm {d} x}
Mit diesem Ausdruck kann man auch Summenreihen mit dem Kehrwert des mittleren Binomialkoeffizienten bezüglich des Summenindex beweisen.
Unendliche Summe der Kehrwerte der mittleren Binomialkoeffizienten:
{\displaystyle \sum _{n=1}^{\infty }{\frac {1}{\operatorname {CBC} (n)}}=\sum _{n=1}^{\infty }\int _{0}^{1}{\frac {n\,x^{n-1}}{(x+1)^{2n}}}\,\mathrm {d} x=\int _{0}^{1}\sum _{n=1}^{\infty }{\frac {n\,x^{n-1}}{(x+1)^{2n}}}\,\mathrm {d} x=}
{\displaystyle =\int _{0}^{1}{\frac {(x+1)^{2}}{(x^{2}+x+1)^{2}}}\,\mathrm {d} x={\biggl \{}{\frac {4}{9}}{\sqrt {3}}\arctan {\bigl [}{\frac {1}{3}}{\sqrt {3}}{\bigl (}2x+1{\bigr )}{\bigr ]}-{\frac {x+2}{3(x^{2}+x+1)}}{\biggr \}}_{x=0}^{x=1}={\frac {2}{27}}{\sqrt {3}}\,\pi +{\frac {1}{3}}}
Eine weitere unendliche Summe mit einem elementar darstellbaren Wert:
{\displaystyle \sum _{n=1}^{\infty }{\frac {1}{n\operatorname {CBC} (n)}}=\sum _{n=1}^{\infty }\int _{0}^{1}{\frac {x^{n-1}}{(x+1)^{2n}}}\,\mathrm {d} x=\int _{0}^{1}\sum _{n=1}^{\infty }{\frac {x^{n-1}}{(x+1)^{2n}}}\,\mathrm {d} x=}
{\displaystyle =\int _{0}^{1}{\frac {1}{x^{2}+x+1}}\,\mathrm {d} x={\biggl \{}{\frac {2}{3}}{\sqrt {3}}\arctan {\bigl [}{\frac {1}{3}}{\sqrt {3}}{\bigl (}2x+1{\bigr )}{\bigr ]}{\biggr \}}_{x=0}^{x=1}={\frac {1}{9}}{\sqrt {3}}\,\pi }
Eine unendliche Summe mit einem nicht elementar darstellbaren Wert:
{\displaystyle \sum _{n=1}^{\infty }{\frac {1}{n^{2}\operatorname {CBC} (n)}}=\sum _{n=1}^{\infty }\int _{0}^{1}{\frac {x^{n-1}}{n(x+1)^{2n}}}\,\mathrm {d} x=\int _{0}^{1}\sum _{n=1}^{\infty }{\frac {x^{n-1}}{n(x+1)^{2n}}}\,\mathrm {d} x=}
{\displaystyle =\int _{0}^{1}{\frac {1}{x}}\ln {\biggl [}{\frac {(x+1)^{2}}{x^{2}+x+1}}{\biggr ]}\,\mathrm {d} x={\frac {1}{3}}\operatorname {Li} _{2}(1)={\frac {\pi ^{2}}{18}}}
Und generell gilt für alle Werte {\displaystyle z\in \mathbb {N} } diese Formel:
{\displaystyle \sum _{n=1}^{\infty }{\frac {1}{n^{z+1}\operatorname {CBC} (n)}}=\int _{0}^{1}{\frac {1}{x}}\operatorname {Li} _{z}{\biggl [}{\frac {x}{(x+1)^{2}}}{\biggr ]}\mathrm {d} x}
Mit dem Kürzel {\displaystyle \operatorname {Li} } wird der Polylogarithmus dargestellt.

## Ableitung und Integrale

### Ableitung
Der Mittlere Binomialkoeffizient wird so abgeleitet:
{\displaystyle {\frac {\mathrm {d} }{\mathrm {d} x}}\operatorname {CBC} (x)=2\operatorname {CBC} (x){\bigl [}\operatorname {H} (2x)-\operatorname {H} (x){\bigr ]}}
Mit dem Buchstaben H wird die Harmonische Reihenfunktion ausgedrückt:
{\displaystyle \operatorname {H} (x)=\sum _{n=1}^{\infty }{\bigl (}{\frac {1}{n}}-{\frac {1}{n+x}}{\bigr )}}
Alternativ hierzu kann die Ableitung der Zentralbinomialkoeffizientenfunktion auch mit der Digammafunktion ausgedrückt werden:
{\displaystyle {\frac {\mathrm {d} }{\mathrm {d} x}}\operatorname {CBC} (x)=2\operatorname {CBC} (x){\bigl [}\psi (2x+1)-\psi (x+1){\bigr ]}}
Denn zwischen der Harmonischen Reihenfunktion und der Digammafunktion besteht folgender Zusammenhang:
{\displaystyle \operatorname {H} (x)=\psi (x+1)+\gamma }

### Integral des Zentralbinomialkoeffizienten
Die Ursprungsstammfunktion der Zentralbinomialkoeffizientenfunktion wird so hervorgerufen:
{\displaystyle \int _{0}^{x}\operatorname {CBC} (w)\,\mathrm {d} w=\int _{0}^{\infty }{\frac {2^{2x+1}-2(y^{2}+1)^{x}}{\pi {\bigl [}\ln(4)-\ln(y^{2}+1){\bigr ]}(y^{2}+1)^{x+1}}}\,\mathrm {d} y}
Denn diese Ableitung ist für diese Ursprungsstammfunktion gültig:
{\displaystyle {\frac {\mathrm {d} }{\mathrm {d} x}}\,{\frac {2^{2x+1}-2(y^{2}+1)^{x}}{\pi {\bigl [}\ln(4)-\ln(y^{2}+1){\bigr ]}(y^{2}+1)^{x+1}}}={\frac {2^{2x+1}}{\pi (y^{2}+1)^{x+1}}}}
Und der Zentralbinomialkoeffizient hat diese Integralidentität:
{\displaystyle \operatorname {CBC} (x)=\int _{0}^{\infty }{\frac {2^{2x+1}}{\pi \,(y^{2}+1)^{x+1}}}\,\mathrm {d} y}
Beispielrechnung:
{\displaystyle \int _{0}^{1}\operatorname {CBC} (w)\,\mathrm {d} w=\int _{0}^{\infty }{\frac {6-2y^{2}}{\pi {\bigl [}\ln(4)-\ln(y^{2}+1){\bigr ]}(y^{2}+1)^{2}}}\,\mathrm {d} y\approx 1{,}346102293273794904}

### Integral des Kehrwerts des Zentralbinomialkoeffizienten
Die Ursprungsstammfunktion vom Kehrwert des Zentralbinomialkoeffizienten wird jedoch auf folgende Weise hervorgerufen:
{\displaystyle \int _{0}^{x}{\frac {1}{\operatorname {CBC} (w)}}\,\mathrm {d} w=\int _{0}^{1}{\frac {y^{x}(1+y)^{-2x}{\bigl [}x\ln(y)-2x\ln(1+y)-1{\bigr ]}+1}{y{\bigl [}2\ln(1+y)-\ln(y){\bigr ]}^{2}}}\,\mathrm {d} y}
Denn diese Ableitung ist gültig:
{\displaystyle {\frac {\mathrm {d} }{\mathrm {d} x}}\,{\frac {y^{x}(1+y)^{-2x}{\bigl [}x\ln(y)-2x\ln(1+y)-1{\bigr ]}+1}{y{\bigl [}2\ln(1+y)-\ln(y){\bigr ]}^{2}}}={\frac {x\,y^{x-1}}{(1+y)^{2x}}}}
Und der Kehrwert vom Zentralbinomialkoeffizienten hat diese Integralidentität:
{\displaystyle {\frac {1}{\operatorname {CBC} (x)}}=\int _{0}^{1}{\frac {x\,y^{x-1}}{(1+y)^{2x}}}\,\mathrm {d} y}
Beispielrechnung:
{\displaystyle \int _{0}^{1}{\frac {1}{\operatorname {CBC} (w)}}\,\mathrm {d} w=\int _{0}^{1}{\frac {y(1+y)^{-2}{\bigl [}\ln(y)-2\ln(1+y)-1{\bigr ]}+1}{y{\bigl [}2\ln(1+y)-\ln(y){\bigr ]}^{2}}}\,\mathrm {d} y\approx 0{,}776990069651539867872}

## Verallgemeinerte Summenreihen

### Taylorsche Reihen mit Zentralbinomialkoeffizienten
Für viele elementare Funktionen und auch für viele nicht elementare Funktionen können die zugehörigen Taylor-Reihen beziehungsweise MacLaurin-Reihen vereinfacht mit Hilfe der mittleren Binomialkoeffizienten dargestellt werden. Dies ist die erzeugende Funktion für die mittleren Binomialkoeffizienten:
{\displaystyle {\frac {1}{\sqrt {1-4x}}}=\sum _{m=0}^{\infty }\operatorname {CBC} (m)\,x^{m}=\mathbf {1} +\mathbf {2} x+\mathbf {6} x^{2}+\mathbf {20} x^{3}+\mathbf {70} x^{4}+\mathbf {252} x^{5}+\cdots }
Um den inneren Faktor 4 gestreckt ergibt sich ein Analogon, aus dem sich durch Integration und weitere Abwandlungen noch mehr erzeugende Funktionen von Abwandlungen der Zentralbinomialkoeffizienten ergeben. Durch Quadratur dieser mittleren Binomialkoeffizienten erhält man weitere Summenreihen mit ihren zugehörigen Funktionen. Im Folgenden werden einige Identitäten nach diesem Muster aufgelistet:
Summenreihen mit Koeffizienten des Musters {\displaystyle \operatorname {CBC} (x)^{1}}:
{\displaystyle \sum _{m=0}^{\infty }\,{\frac {\operatorname {CBC} (m)}{4^{m}}}\,x^{m}={\frac {1}{\sqrt {1-x}}}}
{\displaystyle \sum _{m=0}^{\infty }\,{\frac {\operatorname {CBC} (m)}{4^{m}(2m+1)}}\,x^{2m+1}=\arcsin(x)}
{\displaystyle \sum _{m=0}^{\infty }\,{\frac {\operatorname {CBC} (m)}{4^{m}(4m+1)}}\,x^{4m+1}=\operatorname {arcsl} (x)}
Summenreihen mit Koeffizienten des Musters {\displaystyle \operatorname {CBC} (x)^{2}}:
{\displaystyle \sum _{m=0}^{\infty }{\frac {\operatorname {CBC} (m)^{2}}{16^{m}}}\,x^{m}={\frac {4}{\pi (1+{\sqrt {1-x}})}}K\left({\frac {1-{\sqrt {1-x}}}{1+{\sqrt {1-x}}}}\right)}
{\displaystyle \sum _{m=0}^{\infty }\,{\frac {\operatorname {CBC} (m)^{2}}{16^{m}}}\,x^{2m}={\frac {2}{\pi }}\,K(x)}
{\displaystyle \sum _{m=0}^{\infty }\,{\frac {\operatorname {CBC} (m)^{2}}{16^{m}(1-2m)}}\,x^{2m}={\frac {2}{\pi }}\,E(x)}
Summenreihen mit Koeffizienten des Musters {\displaystyle \operatorname {CBC} (x)^{-1}}:
{\displaystyle \sum _{m=0}^{\infty }\,{\frac {4^{m}}{\operatorname {CBC} (m)}}\,x^{2m}={\frac {1}{1-x^{2}}}+{\frac {x\arcsin(x)}{(1-x^{2})^{3/2}}}}
{\displaystyle \sum _{m=0}^{\infty }\,{\frac {4^{m}}{(2m+1)\operatorname {CBC} (m)}}\,x^{2m+1}={\frac {\arcsin(x)}{\sqrt {1-x^{2}}}}}
{\displaystyle \sum _{m=0}^{\infty }\,{\frac {4^{m}}{(m+1)(2m+1)\operatorname {CBC} (m)}}\,x^{2m+2}=\arcsin(x)^{2}}
{\displaystyle \sum _{m=0}^{\infty }\,{\frac {4^{m}}{(2m+1)^{2}\operatorname {CBC} (m)}}\,x^{2m+1}=2\operatorname {Ti} _{2}{\biggl (}{\frac {x}{1+{\sqrt {1-x^{2}}}}}{\biggr )}}
Summenreihen mit Koeffizienten des Musters {\displaystyle \operatorname {CBC} (x)^{-2}}:
{\displaystyle \sum _{m=0}^{\infty }\,{\frac {16^{m}}{(2m+1)^{2}\operatorname {CBC} (m)^{2}}}\,x^{2m+1}=\int _{0}^{1}{\frac {\arcsin(xy)}{\sqrt {(1-x^{2}y^{2})(1-y^{2})}}}\,\mathrm {d} y}
{\displaystyle \sum _{m=0}^{\infty }\,{\frac {16^{m}}{(m+1)(2m+1)^{2}\operatorname {CBC} (m)^{2}}}\,x^{2m+2}=\int _{0}^{1}{\frac {\arcsin(xy)^{2}}{y{\sqrt {1-y^{2}}}}}\,\mathrm {d} y}
Dabei stellt die Bezeichnung {\displaystyle \operatorname {arcsl} } den Arkussinus Lemniscatus, der Buchstabe {\displaystyle E} das vollständige elliptische Integral zweiter Art und das Kürzel {\displaystyle \operatorname {Ti} _{2}} das Arkustangensintegral dar.

### Ramanujansche Summenreihen für die Kreiszahlberechnung
Der Mathematiker Srinivasa Ramanujan schrieb in seinen Aufzeichnungen im Jahre 1914 exemplarische Resultate dieser Formeln nieder, die zur Ermittlung sehr schnell konvergierender Summenreihen für die Kreiszahl dienen.
Folgende Formel ist für die nachfolgende hypergeometrische Funktion gültig:
{\displaystyle \sum _{m=0}^{\infty }\,{\frac {\operatorname {CBC} (2m)\operatorname {CBC} (m)^{2}}{256^{m}}}\,x^{2m}={}_{3}F_{2}{\bigl [}{\tfrac {1}{4}},{\tfrac {1}{2}},{\tfrac {3}{4}};1,1;x^{2}{\bigr ]}}
Dieser Ausdruck löst folgende Differentialgleichung:
{\displaystyle {\frac {K'{\bigl \{}\tan {\bigl [}{\tfrac {1}{4}}\arcsin(x){\bigr ]}{\bigr \}}}{8K{\bigl \{}\tan {\bigl [}{\tfrac {1}{4}}\arcsin(x){\bigr ]}{\bigr \}}}}{\biggl \{}2(1+{\sqrt {1+x}})(1+{\sqrt {1-x}})\,{}_{3}F_{2}{\bigl [}{\tfrac {1}{4}},{\tfrac {1}{2}},{\tfrac {3}{4}};1,1;x^{2}{\bigr ]}+x{\sqrt {1-x^{2}}}\,{\frac {\mathrm {d} }{\mathrm {d} x}}\,{}_{3}F_{2}{\bigl [}{\tfrac {1}{4}},{\tfrac {1}{2}},{\tfrac {3}{4}};1,1;x^{2}{\bigr ]}{\biggr \}}\,-}
{\displaystyle -\,{\frac {4E{\bigl \{}\tan {\bigl [}{\tfrac {1}{4}}\arcsin(x){\bigr ]}{\bigr \}}K'{\bigl \{}\tan {\bigl [}{\tfrac {1}{4}}\arcsin(x){\bigr ]}{\bigr \}}-\pi }{16K{\bigl \{}\tan {\bigl [}{\tfrac {1}{4}}\arcsin(x){\bigr ]}{\bigr \}}^{2}}}(2+{\sqrt {1+x}}+{\sqrt {1-x}})\,{}_{3}F_{2}{\bigl [}{\tfrac {1}{4}},{\tfrac {1}{2}},{\tfrac {3}{4}};1,1;x^{2}{\bigr ]}={\frac {1}{\pi }}}
Dabei gilt: {\displaystyle K'(\varepsilon )=K({\sqrt {1-\varepsilon ^{2}}})}
Durch Einsetzen des speziellen Wertes {\displaystyle x={\frac {1}{9801}}} in die soeben genannte Differentialgleichung erhält man:
{\displaystyle {\frac {2206{\sqrt {2}}}{9801}}\,{}_{3}F_{2}{\bigl [}{\tfrac {1}{4}},{\tfrac {1}{2}},{\tfrac {3}{4}};1,1;x^{2}{\bigr ]}{\bigl (}x={\frac {1}{9801}}{\bigr )}+{\frac {26390{\sqrt {2}}}{96059601}}\,{\frac {\mathrm {d} }{\mathrm {d} x}}\,{}_{3}F_{2}{\bigl [}{\tfrac {1}{4}},{\tfrac {1}{2}},{\tfrac {3}{4}};1,1;x^{2}{\bigr ]}{\bigl (}x={\frac {1}{9801}}{\bigr )}={\frac {1}{\pi }}}
Die hier gezeigte Gleichung führt direkt zur bekanntesten Kreiszahlformel, durch welche Srinivasa Ramanujan Weltruhm erlangte:
{\displaystyle {\frac {1}{\pi }}=\sum _{n=0}^{\infty }{\frac {2{\sqrt {2}}\operatorname {CBC} (2n)\operatorname {CBC} (n)^{2}(1103+26390n)}{396^{4n}\cdot 9801}}}
Für {\displaystyle x={\frac {1}{9}}} ergibt sich entsprechend:
{\displaystyle {\frac {2{\sqrt {2}}}{9}}\,{}_{3}F_{2}{\bigl [}{\tfrac {1}{4}},{\tfrac {1}{2}},{\tfrac {3}{4}};1,1;x^{2}{\bigr ]}{\bigl (}x={\frac {1}{9}}{\bigr )}+{\frac {10{\sqrt {2}}}{81}}\,{\frac {\mathrm {d} }{\mathrm {d} x}}\,{}_{3}F_{2}{\bigl [}{\tfrac {1}{4}},{\tfrac {1}{2}},{\tfrac {3}{4}};1,1;x^{2}{\bigr ]}{\bigl (}x={\frac {1}{9}}{\bigr )}={\frac {1}{\pi }}}
Die hier gezeigte Gleichung führt zu einer weiteren Kreiszahlformel, welche Srinivasa Ramanujan entdeckte:
{\displaystyle {\frac {1}{\pi }}=\sum _{n=0}^{\infty }{\frac {2{\sqrt {2}}\operatorname {CBC} (2n)\operatorname {CBC} (n)^{2}(1+10n)}{12^{4n}\cdot 9}}}
Die Mathematiker Borwein, Bailey und Beeler schrieben Ramanujans wichtigste Formeln sukzessiv in ihren Werken nieder und erläuterten zusätzlich Ramanujans Recherchen zu den elliptischen Integralen erster und zweiter Art sowie zu den hypergeometrischen Funktionen und ihren zugehörigen Differentialgleichungen.

## Konkrete Summenreihen

### Summenreihen mit algebraischen Resultaten
{\displaystyle \sum _{n=0}^{\infty }{\frac {\operatorname {CBC} (n)}{(-4)^{n}}}={\frac {1}{\sqrt {2}}}}
Allgemein gilt (bei Divergenz der Reihe für mit der Gammafunktion berechnete regularisierte Werte):
{\displaystyle \sum _{n=0}^{\infty }{\frac {\operatorname {CBC} (n)}{(p/q)^{n}}}={\sqrt {\frac {p}{p-4q}}}} mit {\displaystyle q\in \mathbb {N} ,p\in \mathbb {Z} /\{0\}}
Zudem gilt für Partialsummen (Folge A285388 in OEIS):
{\displaystyle \lim _{n\rightarrow \infty }\sum _{k=0}^{n^{2}-1}{\frac {\operatorname {CBC} (k)}{4^{k}n}}=\lim _{n\rightarrow \infty }{\frac {n\operatorname {CBC} (n^{2})}{2^{2n^{2}-1}}}=\lim _{m\rightarrow \infty }{\frac {{\sqrt {m}}\operatorname {CBC} (m)}{2^{2m-1}}}={\frac {2}{\sqrt {\pi }}}={\frac {1}{\Gamma ({\frac {3}{2}})}}=\sum _{n=0}^{\infty }{(-1)^{n}{\frac {\Gamma ({\frac {n+1}{2}})}{\Gamma (1+{\frac {n}{2}})}}}}

### Reihen mit Kehrwerten der Zentralbinomialkoeffizienten
Es gilt:
{\displaystyle \sum _{n=1}^{\infty }{\frac {1}{\operatorname {CBC} (n)}}={\frac {1}{27}}(2\pi {\sqrt {3}}+9)=0{,}7363998587187\ldots }
Die einzelnen Nachkommastellen bilden Folge A073016 in OEIS.
Einige weitere ähnliche Reihen sind:
{\displaystyle {\begin{aligned}\sum _{n=1}^{\infty }{\frac {1}{n\operatorname {CBC} (n)}}&={\frac {1}{9}}\pi {\sqrt {3}}&=&\,0{,}60459\ldots \\\sum _{n=1}^{\infty }{\frac {1}{n^{2}\operatorname {CBC} (n)}}&={\frac {1}{18}}\pi ^{2}&=&\,0{,}54831\dots \\\sum _{n=1}^{\infty }{\frac {1}{n^{3}\operatorname {CBC} (n)}}&={\frac {1}{18}}\pi {\sqrt {3}}{\bigl [}\psi _{1}({\tfrac {1}{3}})-\psi _{1}({\tfrac {2}{3}}){\bigr ]}-{\frac {4}{3}}\zeta (3)={\frac {2\pi }{3}}\,G_{GK}-{\frac {4}{3}}\zeta (3)&{}&{}\\\sum _{n=1}^{\infty }{\frac {1}{n^{4}\operatorname {CBC} (n)}}&={\frac {17}{3240}}\pi ^{4}&=&\,0{,}51109\ldots \\\sum _{n=1}^{\infty }{\frac {1}{n^{5}\operatorname {CBC} (n)}}&={\frac {1}{432}}\pi {\sqrt {3}}{\bigl [}\psi _{3}({\tfrac {1}{3}})-\psi _{3}({\tfrac {2}{3}}){\bigr ]}-{\frac {19}{3}}\zeta (5)+{\frac {1}{9}}\zeta (3)\pi ^{2}&{}&{}\end{aligned}}}
vgl. Folge A073010 in OEIS, Folge A086463 in OEIS, -, Folge A086464 in OEIS, -.
Dabei bezeichnet {\displaystyle \ \psi _{1}} die Digamma-Funktion, {\displaystyle \ \psi _{2}} die Trigammafunktion und allgemein {\displaystyle \ \psi _{n}} die {\displaystyle n}-te Polygammafunktion; {\displaystyle \ \zeta (x)} die Riemannsche Zetafunktion, {\displaystyle \pi } die Kreiszahl und {\displaystyle G_{GK}} die Gieseking-Konstante. 

### Verallgemeinerungen
Ganz allgemein gilt folgende Formel:
{\displaystyle \sum _{n=1}^{\infty }{\frac {1}{n^{k}\operatorname {CBC} (n)}}={\frac {1}{2}}\,\cdot \,{}_{k+1}F_{k}\left(\underbrace {1,\ldots ,1} _{k+1};{\tfrac {3}{2}},\underbrace {2,\ldots ,2} _{k-1};{\tfrac {1}{4}}\right)}
für {\displaystyle k\geq 1}, wobei {\displaystyle {}_{m}F_{n}(a_{1},\ldots ,a_{m};b_{1},\ldots ,b_{n};x)} die verallgemeinerte hypergeometrische Funktion bezeichnet; vgl.
Auch die entsprechenden alternierenden Reihen konvergieren, und zwar zu folgenden Grenzwerten:
{\displaystyle {\begin{aligned}\sum _{n=1}^{\infty }{\frac {(-1)^{n}}{\operatorname {CBC} (n)}}&={\frac {1}{25}}\left(5+4{\sqrt {5}}\cdot \operatorname {arcsch} (2)\right)&=&\,0{,}37216357638560161555577\ldots \\\sum _{n=1}^{\infty }{\frac {(-1)^{n}}{n\operatorname {CBC} (n)}}&={\frac {2}{5}}{\sqrt {5}}\cdot \operatorname {arcsch} (2)&=&\;0{,}430408940964\ldots \\\sum _{n=1}^{\infty }{\frac {(-1)^{n}}{n^{2}\operatorname {CBC} (n)}}&=2\left(\operatorname {arcsch} (2)\right)^{2}&=&\;0{,}463129641154\ldots \\\sum _{n=1}^{\infty }{\frac {(-1)^{n}}{n^{3}\operatorname {CBC} (n)}}&={\frac {2}{5}}\zeta (3)&=&\;0{,}48082276126\ldots \end{aligned}}}
vgl. Folge A086465 in OEIS, Folge A086466 in OEIS, Folge A086467 in OEIS, Folge A086468 in OEIS.
Analog lässt sich allgemein schreiben:
{\displaystyle \sum _{n=1}^{\infty }{\frac {(-1)^{n}}{n^{k}\operatorname {CBC} (n)}}={\frac {1}{2}}\,\cdot \,{}_{k+1}F_{k}\left(\underbrace {1,\ldots ,1} _{k+1};{\tfrac {3}{2}},\underbrace {2,\ldots ,2} _{k-1};{\tfrac {-1}{4}}\right).}

### Vandermondesche Identität
Die Vandermondesche Identität lautet wie folgt:
{\displaystyle \sum _{a=0}^{k}{\binom {m}{a}}{\binom {n}{k-a}}={\binom {m+n}{k}}}
Im kombinatorischen Kugelmodell der Binomialkoeffizienten entspricht die rechte Seite der Formel der Anzahl von {\displaystyle k}-elementigen Teilmengen einer {\displaystyle (m+n)}-elementigen Menge von Kugeln. Im Folgenden wird ein Modell mit {\displaystyle m} roten Kugeln und {\displaystyle n} grünen Kugeln aufgestellt. Eine {\displaystyle k}-elementige Teilmenge besteht dann aus einer gewissen Anzahl {\displaystyle a} von roten Kugeln und {\displaystyle k-a} grünen Kugeln. Für jedes mögliche {\displaystyle a} gibt der entsprechende Summand auf der linken Seite die Anzahl der Möglichkeiten für so eine Aufteilung in rote und grüne Kugeln an. Die Summe liefert die Gesamtzahl.
Eine weitere Veranschaulichung liefert der binomische Lehrsatz direkt:
{\displaystyle (1+x)^{n}=\sum _{k=0}^{n}{\binom {n}{k}}x^{k}}
Die zweite von den drei standardisierten Potenzgesetzen wird im Folgenden angewendet:
{\displaystyle (1+x)^{m}(1+x)^{n}=(1+x)^{m+n}}
Durch Aufsummieren entstehen die Binomialkoeffizienten vor den x-Potenzen an den jeweiligen Summanden.
Wenn zwei Summen miteinander multipliziert werden, dann entsteht die Summe aller Einzelprodukte, bei denen jeweils ein Faktor des betroffenen Einzelproduktes als Summand aus der einen Summe und der andere Faktor desselben Einzelproduktes analog als Summand aus der anderen Summe genommen wird.
Im Spezialfall {\displaystyle k=m=n} ergibt sich aus der Vandermondeschen Identität folgende Formel für Quadratsummen:
{\displaystyle \sum _{a=0}^{n}{\binom {n}{a}}^{2}=\sum _{a=0}^{n}{\binom {n}{a}}{\binom {n}{n-a}}={\binom {2n}{n}}=\operatorname {CBC} (n)}

## Verwandte Begriffe
Eng mit den mittleren Binomialkoeffizienten verwandt sind die Catalan-Zahlen {\displaystyle C_{n}}. Sie sind gegeben durch
{\displaystyle C_{n}={\frac {1}{n+1}}{2n \choose n}={2n \choose n}-{2n \choose n+1}}

## Verallgemeinerung
Im Pascalschen Dreieck haben nur die Zeilen mit geradzahligem Index einen eindeutigen mittleren Eintrag, die Zeilen mit ungeradzahligem Index haben dagegen zwei in der Mitte liegende Einträge. Da diese beiden Einträge jedoch stets übereinstimmen, werden sie gelegentlich in die Definition des mittleren Binomialkoeffizienten mit einbezogen, sie lautet dann:
{\displaystyle {m \choose {\lfloor {\frac {m}{2}}\rfloor }}} für {\displaystyle m\in \mathbb {N} _{0}}.
Die erste Definition erhält man, wenn man hier die geraden Zahlen {\displaystyle m} betrachtet.